# Ллойд Біггл-молодший
Ллойд Біггл-молодший (англ. Lloyd Biggle Jr.; нар. 17 квітня 1923, Ватерлоо, Айова — пом. 12 вересня 2002) — американський письменник і музикознавець.

## Біографія
Народився 17 квітня 1923 у Ватерлоо, Айова (Waterloo, Iowa). Мешкав у місті Іпсіланті, штат Мічиган. Рано зацікавився музикою і літературою. Ще в старших класах школи здобув кілька призів за твори на літературних конкурсах і перший приз у національному конкурсі музичної композиції. В 1941 вступив до університету Вейн у Детройті (Wayne U., Detroit, Michigan) за фахом «музика», але навчання перервала війна. У 1943-46 був сержантом зв'язку 102 піхотної дивізії в Європі, був двічі поранений. В результаті шрапнельного поранення в ногу все подальше життя кульгав. Повернувши в університет, Біггл зайнявся англійською літературою і в 1947 здобув ступінь бакалавра мистецтв (A.B.) з відзнакою (High Distinction). Того ж року вступив до аспірантури університету Мічиган в Детройті за фахом музикознавство, в 1948 здобув ступінь магістра (M.M.) з музичної літератури, а в 1953 — доктора (Ph.D.) музикознавства. У 1948-51 викладав музичну літературу й історію музики в Мічиганському університеті. Потім зайнявся бізнесом.
Писати фантастику Ллойд Біггл почав у 1955 році. Першою публікацією було оповідання «Обманутий» («Gypped», опубліковане в часописі «Galaxy» в липні 1956). Професійним письменником став після виходу в 1963 році роману «Всі кольори пітьми» («All the Colors of Darkness»).
Завдяки темам музики й мистецтва в традиційно техноцентричній фантастиці Ллойд Біггл швидко набув популярності. Невелика повість «Музикороб» («The Tunesmith», 1957) відразу ж після публікації стало класикою на батьківщині, а в 1965 було опубліковане в СРСР.
Протягом 1950—1990-х років регулярно публікувалися й були популярними детективні і фантастичні твори Біггла. За цей час він видав понад двадцять романів і збірок, у тому числі два романи про Шерлока Холмса і цикл романів про космічного детектива Яна Дарзека. Дуже популярним є його фантастичний роман «Пам'ятник» (1974).
Був автором ідеї створення премії Неб'юла.
У 1970-х роках Біггл став ініціатором заснування Товариства усної історії фантастики, завдяки якому було зібрано архів із сотень касет із записами виступів і інтерв'ю відомих письменників. Він був Президентом Товариства до самої смерті.
Помер 12 вересня 2002 після двадцятилітньої боротьби з лейкемією.

## Переклади українською
- Музикороб [Архівовано 11 березня 2007 у Wayback Machine.]